# Маркиз Дорсет
Маркиз Дорсет (англ. Marquess of Dorset) — английский средневековый титул. Также существовали титулы граф Дорсет (англ. Earl of Dorset) и герцог Дорсет (англ. Duke of Dorset).

## История
Впервые титул маркиза Дорсет был создан 29 сентября 1397 года королём Англии Ричардом II. Им был награждён Джон Бофорт, 1-й граф Сомерсет с 1397, незаконнорождённый легитимизированный сын Джона Гонта, герцога Ланкастера, и Екатерины Суинфорд, в качестве благодарности за помощь в уничтожении власти лордов-апеллянтов над королём. Это был второй маркизат, созданный в Англии. При этом хотя все называли Джона маркизом Сомерсетом, в парламент в 1398 и 1399 годах он вызывался с титулом «маркиз Дорсет». Но после того, как единокровный брат Джона Бофорта, Генрих Боллингброк, сверг Ричарда II и сам стал новым королём Англии под именем Генрих IV, он отменил все титулы пожалованные противникам лордов-апеллянтов, в том числе и титул маркиза Дорсета. В 1402 году палата общин подавала прошение о возвращению Джону титула маркиза, но тот сам отказался от него, заявив, что этот титул не знаком англичанам.
Следующее присвоение титула относится к 1443 году. 18 августа 1442 года Эдмунд Бофорт, один младших из сыновей Джона Бофорта, 1-го графа Сомерсета, в качестве награды за захват Кале у французов получил титул графа Дорсета, а 24 июня 1443 года — титул маркиза Дорсета. После смерти старшего брата Джона Эдмунд унаследовал также титул графа Сомерсета, а затем пожалован и титулом герцога Сомерсета. После него титул графа и маркиза Дорсета носил его сын Генри Бофорт, 3-й герцог Сомерсет. После поражения Ланкастеров во второй битве при Сент-Олбансе Генри бежал во Францию, а его владения и титулы были конфискованы, но в 1462 году выразил желание признать королём Эдуарда IV и получил королевское прощение, а 10 мая 1463 года ему были возвращены все владения и титулы. В конце 1463 года Генри вновь перешёл на сторону Ланкастеров, но в битве при Хексхеме 15 мая 1464 года был разбит, попал в плен и обезглавлен. Его титулы были конфискованы короной, хотя один из младших братьев Генри, Джон Бофорт, присвоил себе титулы графа и маркиза Дорсета до казни в 1471 году.
В 1475 году король Эдуард IV вновь возродил титул маркиза Дорсета, присвоив его своему пасынку, Томасу Грею. После того, как Томас принял участие в восстании против короля Ричарда III, его титулы были конфискованы, а сам он бежал во Франции. Но после воцарения Генриха VII титулы были возвращены. После смерти Томаса титул маркиза Дорсета последовательно носили его сын Томас и внук Генри, получивший в 1551 году титул герцога Саффолка. В 1554 году за участие в заговоре против королевы Марии Тюдор Генри был казнён, а его все титулы конфискованы. После этого титул маркиза Дорсета больше не возрождался.

## Список маркизов Дорсет

### Первая креация (1397 год)
- 1397—1399: Джон Бофорт (1373 — 16 марта 1410), 1-й граф Сомерсет с 1397, с 1-й маркиз Дорсет 1397—1399, незаконнорождённый сын Джона Гонта, герцога Ланкастера, и Екатерины Суинфорд.

### Вторая креация (1443 год)
- 1443—1455: Эдмунд Бофорт (ок. 1406 — 22 мая 1455), граф Мортен в 1435—1449, 1-й граф Дорсет с 1442, 1-й маркиз Дорсет с 1443, 4-й граф Сомерсет с 1444, 2-й герцог Сомерсет с 1448, сын Джона Бофорта, 1-го графа Сомерсета
- 1455—1461, 1463—1464: Генри Бофорт (26 января 1436 — 15 мая 1464), 5-й граф Сомерсет, 2-й граф и маркиз Дорсет, 3-й герцог Сомерсет 1455—1461, 1463—1464, сын предыдущего
  - 1464—1471: Джон Бофорт (ок. 1455 — 4 мая 1471), титулярный граф и маркиз Дорсет с 1464, брат предыдущего

### Третья креация (1475 год)
- 1475—1483, 1485—1501: Томас Грей (1451 — 20 сентября 1501), 1-й маркиз Дорсет с 1475, 1-й граф Хантингдон 1471—1475, 7-й барон Феррерс из Гроуби с 1483, 8-й барон Эстли с 1461, 7-й барон Херрингтон и 2-й барон Бонвилл (по праву жены) с 1474
- 1501—1530: Томас Грей (22 июня 1477 — 22 июня 1530), 2-й маркиз Дорсет, 8-й барон Феррерс из Гроуби и 9-й барон Эстли с 1501, 8-й барон Херрингтон и 3-й барон Бонвилл с 1529, сын предыдущего
- 1530—1554: Генри Грей (17 января 1517 — 23 февраля 1554), 3-й маркиз Дорсет, 9-й барон Феррерс из Гроуби, 10-й барон Эстли, 9-й барон Херрингтон и 4-й барон Бонвилл с 1530, 1-й герцог Саффолк с 1551, сын предыдущего